# Boliviana negra
Boliviana Negra , o supercoca, o la millonaria, es una relativamente nueva cepa de coca resistente al herbicida Roundup, o a la sal isopropilamina del glifosato. 
Desde que el Roundup es un ingrediente clave en el intento multimillonario de la campaña de erradicación de la coca con aplicaciones aéreas de tales herbicidas llevada a cabo por el gobierno de Colombia con financiación y soporte militar de EE. UU. conocido como Plan Colombia, se ha incrementado la popularidad de la coca boliviana negra entre los cultivadores trayendo serias repurcusiones en la guerra contra las drogas.
Se cree que la resistencia de esta cepa es por una red de productores de coca que realizaron mejoramiento para seleccionar plantas resistentes al herbicida. La hipótesis de que se le habría incorporado al genoma de la coca el gen patentado Roundup Ready se ha descartado. Joshua Davis, en el artículo Wired citado abajo, no encontró evidencia alguna de CP4, la proteína producida por el evento "RR", sugiriendo que Boliviana negra no fue creada en laboratorio por ingeniería genética, sino por mejoramiento selectivo a campo.
Existe un hongo: Fusarium oxysporum, que podría ser el posible sucesor del glifosato, aunque posee riesgos a humanos y a especies vegetales.